# Avishai Cohen (trompeta)
Avishai Cohen (en hebreo: אבישי כהן‎) (Tel Aviv, Israel, 1978) es un trompetista y compositor israelí de jazz, afincado en Nueva York y que desarrolla su trabajo partiendo de los ostulados del post-bop, aunque con fuertes elementos de jazz contemporáneo y de las músicas de fusión. No debe confundirse con el contrabajista de igual nombre.

## Historial
Avishai nació en una familia fuertemente musical, junto a su hermana Anat Cohen (saxofón) y su hermano Yuval Cohen (saxo soprano). A los diez años de edad comenzó a tocar con la Rimon Big Band, y más tarde con la Orquesta Filarmónica Israelí.

Se trasladó a Boston, para estudiar en la Berklee School of Music. Tras graduarse, obtuvo el tercer premio del prestigioso certamen "Thelonious Monk", en 1997. Después se instala en Nueva York, donde comienza a trabajar con Jason Lindner y el bajista Omer Avital, en el Smalls Jazz Club. Grabó su primer álbum en 2003, para el sello Fresh Sound, editado con el título de "The Trumpet Player". El objetivo de un título tan evidente era solventar la generalizada confusión con el ya entonces famoso contrabajista Avishai Cohen.  Después ha grabado varios discos más como líder, y un buen número de registros como acompañante y compositor, entre ellos con los grupos Lemon Juice Quartet, Third World Love, 3 Cohens, Traveni, Tea for 3, y SFJAZZ Collective.

## Discografía

### Como líder
- The Trumpet Player (Fresh Sound, 2003)[5]
- After the Big Rain (Anzic Records, 2007)[5]
- Flood (Anzic Records, 2008)[5]
- Seven (Anzic Records, 2008) (Digital Release Only)[5]
- Introducing Triveni (Anzic Records, 2010)[5]

### Con "Third World Love"
- New Blues (Anzic, 2003)[5]
- Sketch of Tel Aviv (Self+Small's Records, 2006)[5]
- Avanim (Self, 2004)[5]
- Third World Love Songs (Fresh Sound, 2002)[5]

### Con "3 Cohens"
- Family (Anzic Records, 2011)
- Braid (Anzic Records, 2007)[5]
- One (Self, 2003)[5]
- Tightrope (Anzic Records, 2013)

### Con Omer Avital
- Arrival (Fresh Sound, 2007)[5]
- The Ancient Art of Giving (Small's Records, 2006)[5]
- Marlon Browden Project (Fresh Sound, 2003)[5]